# Caloptilia cornusella
Caloptilia cornusella là một loài bướm đêm thuộc họ Gracillariidae. Nó được tìm thấy ở Canada (Ontario và Québec) và Hoa Kỳ (Kentucky, Maine, Michigan, Missouri, New York, Utah, Connecticut, Washington và Maryland).
Ấu trùng ăn Cornus species, bao gồm Cornus alternifolia, Cornus canadensis, Cornus candidissima, Cornus circinata, Cornus rugosa, Cornus sericea và Cornus stolonifera. Chúng ăn lá nơi chúng làm tổ.